# Шанацький сільський округ
Шанацький сільський округ (каз. Шанақ ауылдық округі, рос. Шанакский сельский округ) — адміністративна одиниця у складі Казигуртського району Туркестанської області Казахстану. Адміністративний центр — село Шанак.
Населення — 3164 особи (2021; 3214 у 2009, 3283 у 1999, 3496 у 1989).
Станом на 1989 рік існувала Шанацька сільська рада (села Акжар, Изабулак, Старий Чанак, Чанак, селище Чанак).

## Склад
До складу округу входять такі населені пункти:
| Населений пункт         | Колишні назви | Населення, осіб (1989) | Населення, осіб (1999) | Населення, осіб (2009) | Населення, осіб (2021) |
| ----------------------- | ------------- | ---------------------- | ---------------------- | ---------------------- | ---------------------- |
| Акжар, село             | -             | 959                    | 975                    | 1112                   | 1061                   |
| Изабулак, село          | -             | 301                    | 174                    | 179                    | 137                    |
| Старий Шанак, село      | Старий Чанак  | 470                    | 415                    | 400                    | 426                    |
| Чанак, станційне селище | -             | 161                    | 214                    | 158                    | 161                    |
| Шанак, село             | Чанак         | 1605                   | 1505                   | 1365                   | 1379                   |